# Rhoicinus schlingeri
Rhoicinus schlingeri là một loài nhện trong họ Trechaleidae.
Loài này thuộc chi Rhoicinus. Rhoicinus schlingeri được H. Exline miêu tả năm 1960.